# Alien 9
Alien 9 (エイリアン9, Eirian 9) est un manga de Hitoshi Tomizawa. Il a été adapté en animé.

## Résumé
Des écoliers luttent contre des créatures extraterrestres débarquant dans leur école.